# 正义法规
正义法规（義大利語：Ordinamenti di Giustizia del Secondo Popolo）是1293年佛罗伦萨共和国制定，贾诺·德拉·贝拉推行的一系列宪法性质的成文法，规定了行政机关长老市政会的构成，负责人为正义旗手，兼任军队总指挥。